# Cyathea costaricensis
El helecho arborescente o en México palmita de tierra fría (Cyathea costaricensis) es una especie de la familia de los helechos arborescentes (Cyatheaceae), dentro del orden Cyatheales en lo que comúnmente llamamos helechos. El nombre del género Cyahtea se deriva del griego “kyatheon” (copa) por la forma de los esporangios, la especie (C. costaricensis) se dio por el país Costa Rica.

## Clasificación y descripción
Planta perteneciente la familia Cyateaceae. Planta terrestre, tallos o troncos de hasta 8 m de altura; frondas, bipinnadas-pinnatifidas de textura delgada, pinnas pediceladas, pinnulas sésiles o pediceladas, segmentos dentados a ligeramente lobulados, ápices agudos, raquis y costa glabros abaxialmente; soros mediales, subtendidos por entre 1 o 3 escamas parecidas a indusio, parafisos más cortos que los esporangios. Esta especie es fácilmente distinguible por los peciolos lisos y estamíneos y los soros subtendidos con las escamas.

## Distribución
En México ocurre en los estados de Chiapas, Jalisco, Michoacán, Nayarit, Oaxaca, Puebla Tabasco y Veracruz; ocurre también en Guatemala., Belice, Honduras, El Salvador, Nicaragua, Costa Rica y Panamá.

## Ambiente terrestre
Habita en bosques húmedos de montaña e incluso en algunas zonas semiáridas y secas entre los 50 y 1,200 m s. n. m.

## Estado de conservación
Se encuentra listada en la NOM-059-SEMARNAT-2010 en la categoría de en Peligro de Extinción (P). En la Unión Internacional para la Conservación de la Naturaleza (UICN) aparece bajo la categoría de No Evaluada (NE). No se encuentra listada en Apéndices de la CITES (Convención sobre el Comercio Internacional de Especies Amenazadas de Fauna y Flora Silvestres).